# ريكاردو رافاييل دي أوليفيرا توريس
ريكاردو رافاييل دي أوليفيرا توريس (26 أكتوبر 1989 في البرازيل - ) هو لاعب كرة قدم برازيلي في مركز الوسط. لعب مع نادي إنترناسيونال وتاتران بريشوف ‏ وMFK Zemplín Michalovce ‏ ورومة إسبورتي أبوكارانا ‏.

## وصلات خارجية
- ريكاردو رافاييل دي أوليفيرا توريس على موقع Soccerway.com (الإنجليزية)